# Monument Records
La Monument Records è un'etichetta discografica statunitense.

## Storia
La Monument venne inaugurata nel 1958 da Fred Foster, Buddy Deane e Jack Kirby. Il nome e il logo dell'etichetta sono ispirati al monumento di Washington, dove l'etichetta venne fondata. Due anni dopo, la Monument si trasferì a Nashville. L'etichetta scritturò artisti come Roy Orbison, Dolly Parton, Willie Nelson, Ray Stevens, Kris Kristofferson, Charlie McCoy, Boots Randolph e Jeannie Seely tra i molti. Nel 1983 la Monument andò in bancarotta. Venne riabilitata nel 1997.